# Rio della Pergola
Le rio della Pergola ou de Ca' Pesaro (canal de ) est un canal de Venise dans le sestiere de Santa Croce.

## Description

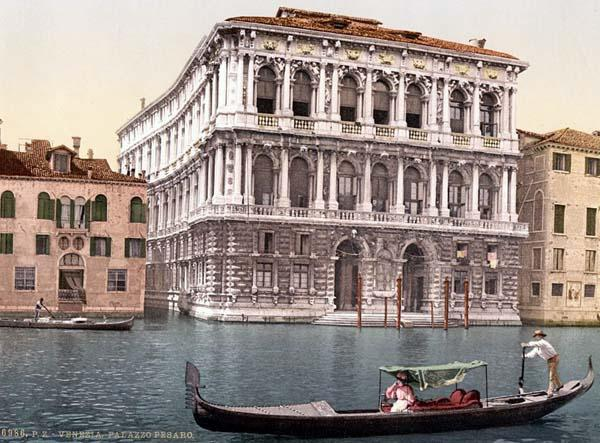
Le rio débouchant à droite de la Ca'Pesaro

Le rio de la Pergola a une longueur d'environ 300m. Il relie le rio de San Boldo vers le nord-nord-est au Grand Canal.

Avant 1806, le rio della Pergola était prolongé au-delà du rio de San Boldo jusqu'au campo S. Agostin par le rio del Calice. Ce dernier fut enterré, créant le rio terà secondo.

## Origine
Le nom provient de la famille dalla Pergola. Un certain Paolo Dalla Pergola, philosophe célèbre peripatetico fut pléban de l'église San Giovanni Elemosinario, et en 1448 il fut élu à l'épiscopat de Capodistria, qu'il refusa d'accepter.  

## Situation
Ce rio longe :
- l'église Santa Maria Mater Domini ;
- le Ca' Pesaro.

## Ponts
Ce rio est traversé par trois ponts (de nord en sud):

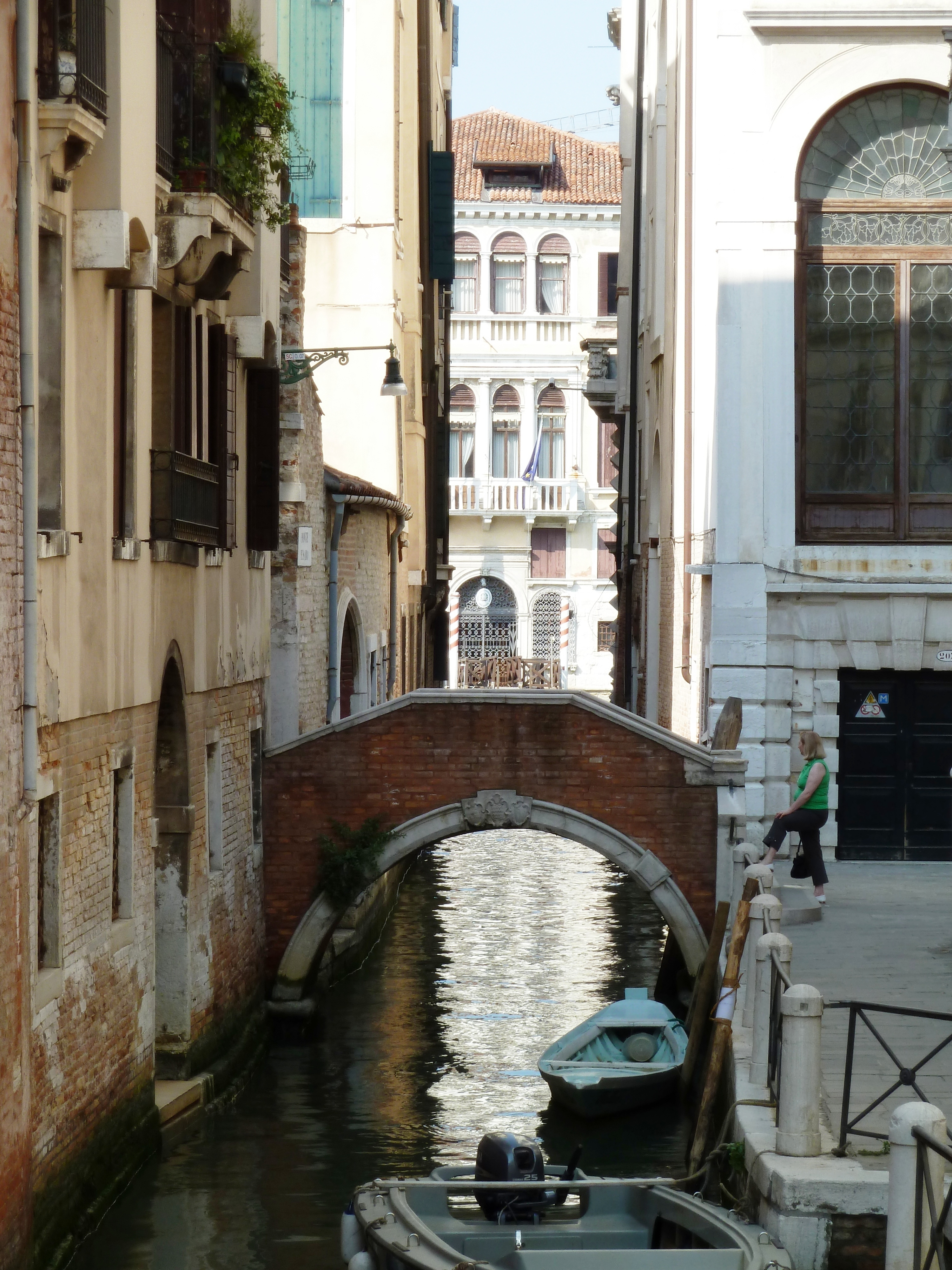
Ponte de Ca' Pesaro reliant la Ca' Pesaro à la calle éponyme
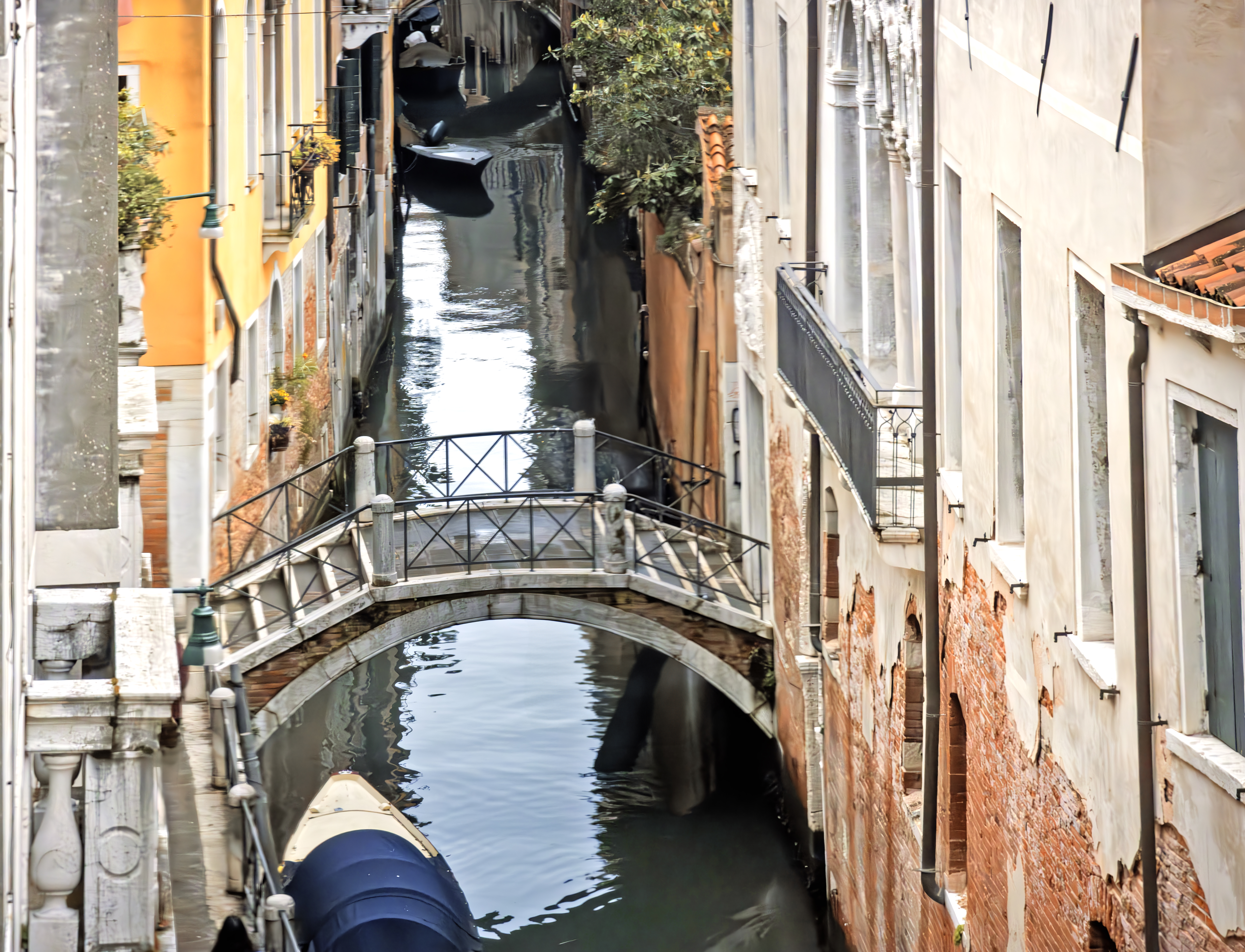
Ponte del Forner reliant la Calle éponyme avec le fondamenta Pesaro vu depuis Ca' Pesaro
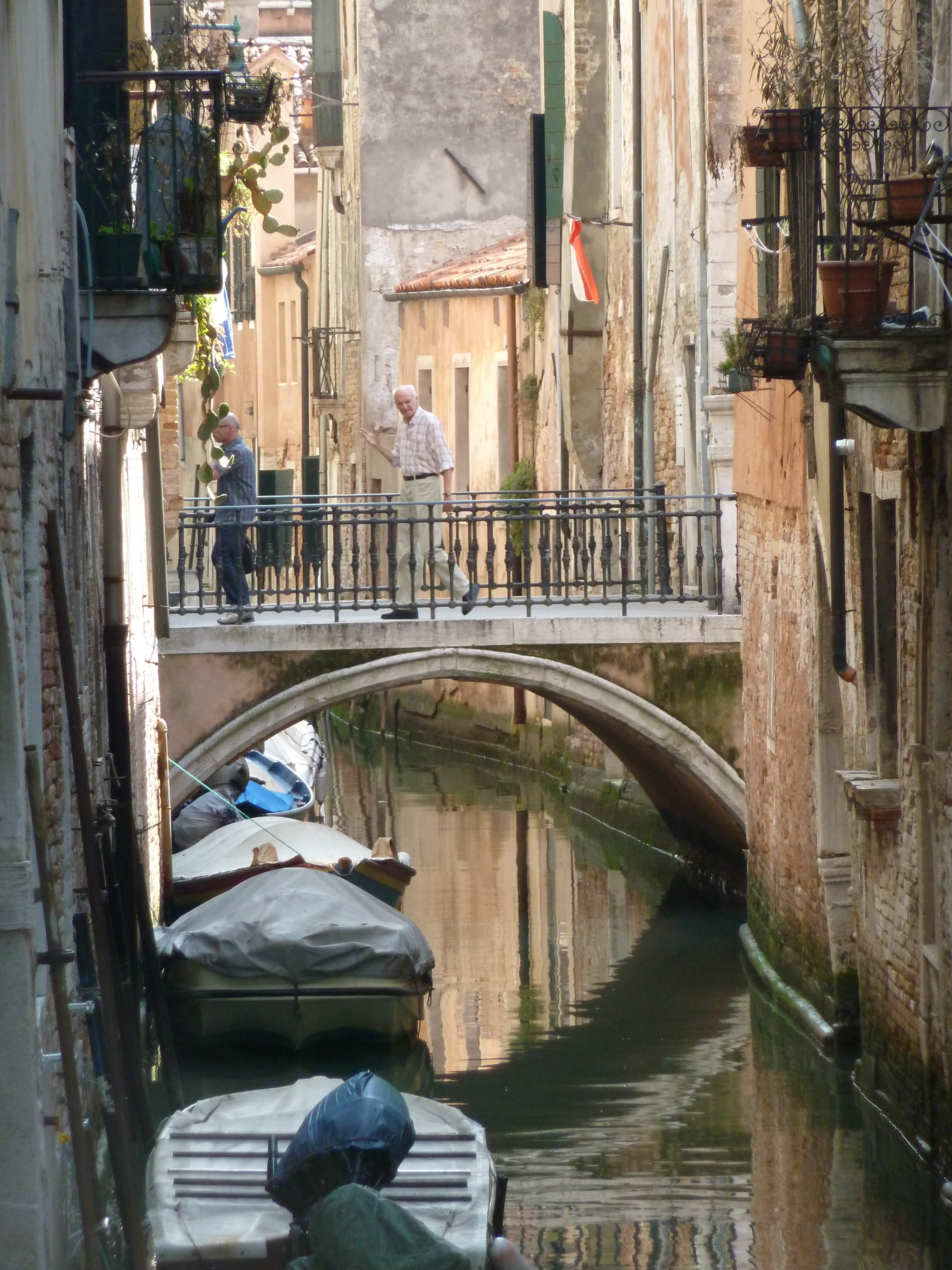
Ponte del Cristo ou del Tintor reliant Campiello del Spezier et Calle de la Chiesa